# Aermacchi MB-339
 (août 2012).
Si vous disposez d'ouvrages ou d'articles de référence ou si vous connaissez des sites web de qualité traitant du thème abordé ici, merci de compléter l'article en donnant les références utiles à sa vérifiabilité et en les liant à la section « Notes et références ».
L'Aermacchi MB-339 est un avion biplace d'entraînement militaire italien conçu dans les années 1970 pour remplacer le MB-326. Élégant et racé, il n'a connu qu’un succès mitigé face à la concurrence d’appareils plus modernes comme le BAe Hawk . 213 exemplaires ont été produits pour dix pays. L'avion est équipé d'un moteur Rolls-Royce Viper. 
Pays utilisateurs :
- Émirats Arabes Unis
- Erythrée
- Italie
- Malaisie
- Pérou
- Venezuela

## Développement
Au début des années 1970, l’Aeronautica Militare italienne se mit à la recherche d’un successeur aux Aermacchi MB-326 et Fiat G.91T. Aermacchi obtint en 1972 un contrat de développement pour le MB-338, dont neuf versions différentes furent proposées, se distinguant essentiellement par leur motorisation. C’est finalement le MB-339 à moteur Viper 632-43, construit sous licence par Piaggio, qui fut retenu. Le Rolls-Royce Viper n’était pas le plus moderne des réacteurs disponibles mais il avait l’avantage d’être bon marché et fiable avec des performances intéressantes. Le nouvel avion était une évolution aérodynamique du MB-326 avec principalement un fuselage avant redessiné pour surélever le siège arrière, ce qui nécessita d’ajouter deux quilles ventrales et d'accroître la hauteur de la dérive. L’avionique était naturellement améliorée, des sièges éjectables zéro-zéro montés dans le poste de pilotage.
Comme son prédécesseur, le MB-339 ne disposait pas d’armement fixe mais les six points d'emport sous voilure du MB-326G étaient conservés, autorisant l’accrochage d’une grande variété de charges externes, dont deux réservoirs supplémentaires.

## Variantes

### MB-339X
Deux prototypes, le premier [I-NOVE] prenant l’air le 12 août 1976, suivi du second le 20 mai 1977.

### MB-339A
C'est une version de série de base destinée à l'entraînement dont le premier exemplaire a volé le 20 juillet 1978. 109 exemplaires ont été livrés à l'Aeronautica Militare qui a reçu son premier exemplaire le 9 août 1979. Dix-neuf ont été modifiés en MB-339PAN, huit en MB-339RM. Sept MB-339A ont également été vendus à Dubaï et quatre au Ghana. l'Italie les retire le 12 juin 2025.
- MB-339 AA

10 MB-339A sont livrés à l'Argentine pour le Comando Aeronaval.
- MB-339 AM

13 MB-339A sont achetés par la Malaisie.
- MB-339 AN

12 MB-339A sont vendus au Nigeria.
- MB-339 AP

16 MB-339A sont destinés au Pérou.
- MB-339PAN

19 MB-339A modifiés pour équiper la patrouille acrobatique Frecce Tricolori, le sigle PAN signifiant Pattuglia Aerobatica Nazionale (Patrouille acrobatique nationale) : montage d’un générateur de fumée, suppression des réservoirs en bout d’aile pour faciliter le vol en formation serrée. Les Frecce Tricolori utilisent cet avion depuis 1982.
- MB-339RM

8 MB-339A ont été modifiés en avions de calibration et de guerre électronique (RM = Radiomisure) pour l’AMI.

### MB-339B
En 1983, un biplace fut modifié pour recevoir un réacteur plus puissant, le Viper 680-43 de 1 995 kgp dans le cadre du programme MB-339K.

### MB-339C
Il s'agit d'une évolution biplace d’attaque au sol du MB-339A avec une avionique modernisée, un radar de veille monté à mi-hauteur de la dérive, un réacteur Viper 680-43 et les réservoirs de bout d’aile agrandis du MB-339K. Cet appareil qui peut emporter des missiles air-sol Maverick, des bombes à guidage laser ou des missiles air-air Sidewinder a fait l’objet de contrats d’exportation décrits ci-dessous. Un MB-339C fut testé comme MB-339AM avec un missile anti-navire de surface OTO Melara Marte Mk.II, mais aucun client ne s’est manifesté.
- MB-339CB

14 MB-339C vendus pour la Nouvelle-Zélande.
- MB-339CE

L’Érythrée a obtenu la livraison de 6 MB-339C.

### MB-339CD

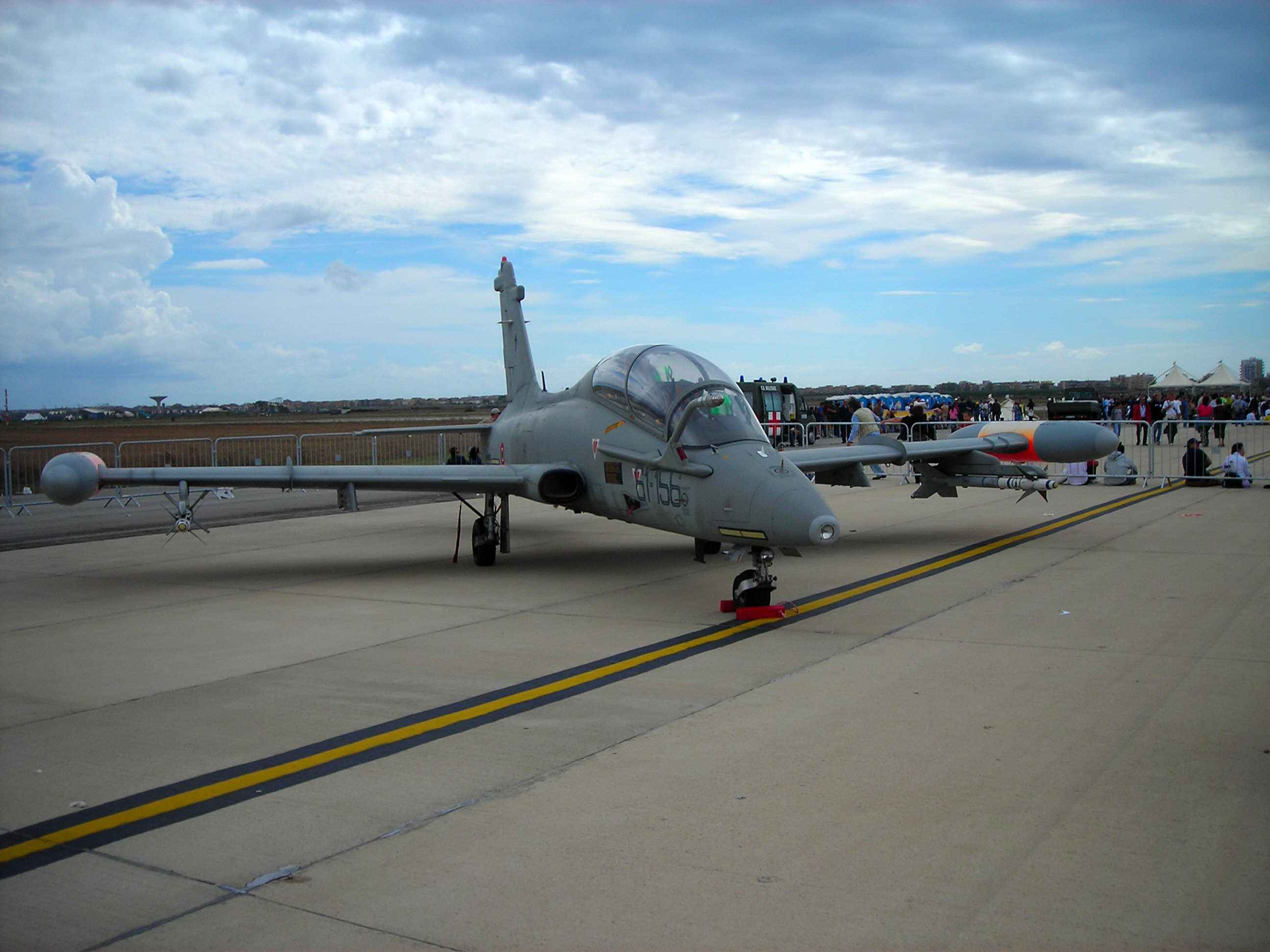
Un MB-339CD italien

Le 24 avril 1996 eut lieu le premier vol de cette version du MB-339C spécialement développée pour l’Aeronautica Militare avec un tableau de bord numérique (D = digital) et un équipement affichage tête haute (HUD ou head-up display). Quinze exemplaires ont été livrés à l’AMI entre la fin 1996 et 1998 pour assurer la transition des pilotes vers les avions de combat les plus modernes, comme l'Eurofighter 2000. En septembre 2006, la Malaisie a passé commande de huit MB-339CD.
- MB-339FD

Version export du MB-339CD, commandée en 1998 par le Venezuela.

### MB-339K Veltro II
C'est un monoplace d’attaque au sol dont un démonstrateur fut construit sur fonds privés. Cet appareil qui a volé le 30 mai 1980 était équipé de deux canons DEFA-553 de 30 mm et de réservoirs en bout d’aile agrandis. Le réacteur Viper 632-43 fut remplacé durant les essais par un Viper 680-43 mais aucune vente ne fut enregistrée.

### MB-339T-Bird II
Associé avec Lockheed, Aermacchi a proposé à l’USAF et l’US Navy, dans le cadre du programme JPATS (Joint Primary Air Training System), un appareil équipé des réservoirs de bout d’aile agrandis, d’un réacteur Rolls-Royce RB582 de 1 815 kgp et d’un cockpit entièrement nouveau. On sait que c’est le Pilatus/Raytheon T-6 Texan II qui a été sélectionné.

## Pays utilisateurs

### Argentine
Dix MB-339AA ont été livrés en 1979 à l'Argentine. Ces avions, formant la Escuadrilla Aeronaval de Ataque stationnée à Punta Indio, furent les seuls jets à opérer depuis Port Stanley durant la guerre des Malouines en 1982. Le 21 mai, alors qu’il effectue une reconnaissance de routine, le lieutenant Crippa devient le premier aviateur argentin à attaquer un navire britannique. Il atteint le HMS Argonaut. Cinq appareils furent capturés ou détruits par les troupes britanniques.

### Dubaï
Sept MB-339A ont été versés à l’École de l’air de Mindhat, Dubaï, afin de remplacer les MB-326.

### Érythrée
Les trois premiers des six MB-339CE destinés au No 4 Sqdn d'Asmara, Érythrée, ont été livrés en août 1997.

### Ghana
Sur quatre MB-339A livrés au Fighter Sqdn de Tamale, Ghana, deux seulement étaient encore en service en 1999.

### Italie

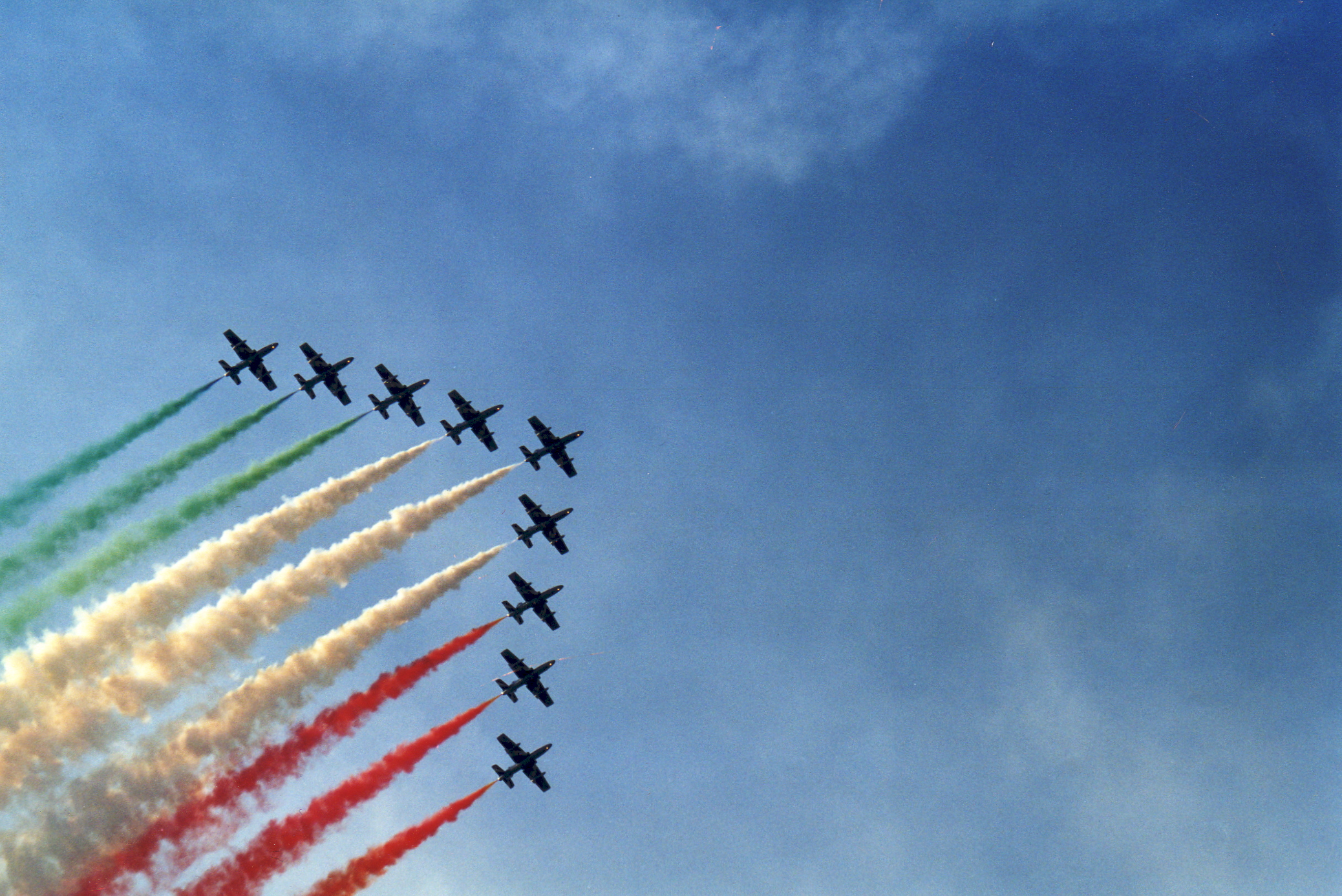
La patrouille acrobatique des Frecce Tricolori

137 MB-339 sont livrés à l'Aeronautica Militare à partir de 1979. Ils se sont répartis dans les unités suivantes :
- 423a Squadriaglia/Centro Volo a Vela, Guidonia (MB-339A)
- 609a Squadriaglia/9° Stormo, Grazzanise (MB-339A).
- 632a Squadriaglia/32° Stormo, Amendola (MB-339A).
- 636a Squadriaglia/36° Stormo, Gioia del Colle (MB-339A).
- 637a Squadriaglia/37° Stormo, Trapani (MB-339A).
- 651a Squadriaglia/51° Stormo, Istrana (MB-339A).
- 674a Squadriaglia/70° Stormo, Latina (MB-339A).
- 12° Gruppo/36° Stormo, Gioia del Colle (MB-339CD)
- 71° Gruppo/14° Stormo, Pratica di Mare (MB-339A)
- 212° Gruppo/61° Stormo (Scuola di Volo Basico Iniziale Aviogetti), Lecce/Galatina (MB-339CD)
- 213° et 214° Gruppo/61° Stormo (Scuola di Volo Basico Iniziale Aviogetti), Lecce/Galatina (MB-339A)
- 311 Gruppo/Reparto Sperimentale di Volo, Pratica di Mare (Divers modèles dont MB-339CD)
- 313° Gruppo PAN/2° Stormo, Rivolto/Udine (MB-339A et MB-339PAN pour les Frecce Tricolori, la patrouille acrobatique de l'armée de l'air italienne)
- CSSTA, Decimomannu (MB.339A)

Le 12 juin 2025, les MB.339A sont retirés du service hors Frecce Tricolori où ils doivent être remplacés en 2026.

### Malaisie
(mars 2013).
Treize MB-339AM ont été livrés en 1983 à la Malaisie pour remplacer les Canadair CL-41G Tebuan du No 3 Flying Training Centre de Kuantan. En 1993 les neuf avions encore en service furent transférés au No 15 Skuadron de Butterworth (en). Après avoir tenté en mai 2003 d’acheter les MB-339CB retirés par la RNZAF, la Malaisie a commandé 8 MB-339CM à Aermacchi en septembre 2006. Ces appareils sont livrés en 2009. Le premier exemplaire a effectué ses premiers essais en vol en Italie fin novembre 2008, date à laquelle 9 MB-339AM restaient en service.

### Nigeria
Fin 2006 Aermacchi a obtenu un contrat de refonte des douze MB-339AN achetés par le Nigeria en 1984 et stationnés à Kano.

### Nouvelle-Zélande
18 MB-339CB [NZ-6460/6477] sont achetés par la Nouvelle-Zélande en mars 1990 pour remplacer les BAC Strikemaster Mk.88. Les trois premiers avions sont livrés le 19 avril 1991. Utilisés par le No 14 Sqdn à Ohakea (en) pour la formation avancée et la conversion sur jet des pilotes de A-4K Skyhawk. En 2000 les instructeurs du No 14 Sqdn forment même une patrouille acrobatique, les Black Falcons (en). Un seul appareil est perdu en opérations [NZ6465] le 13 octobre 1993. Les pilotes s’éjectèrent à basse altitude après que le réacteur ait ingéré une masse inconnue, entraînant une perte de puissance. Récupéré, l’avion fut cédé au RNZAF Museum. On relève par contre plusieurs accidents à l’atterrissage, les appareils étant réparés chaque fois. Le 8 mai 2001 le gouvernement néo-zélandais annonce la dissolution des deux unités de Skyhawk. Le maintien en service des MB-339CB ne se justifiait donc plus et le No 14 Sqdn fut dissous le 31 décembre 2001. Les avions ont alors été stockés à Ohakea en attendant d’être revendus. 9 sont rachetés par la société américaine Draken International pour servir de plastrons en 2013 ; en 2019 ils sont rachetés par la société française Secapem.

### Pérou
Seize MB-339AP ont été livrés au Pérou entre 1981 et 1983, à l’Escuadrón de Instrucción Avanzada 513, Grupo Aéreo Entrenamiento 51 de Lima-Las Palmas. deux ont été perdus en 1985, deux autres stockés en 2004.

### Venezuela
12 MB.339FD ont été commandés par le Venezuela en 1998 pour remplacer les North American T-2 Buckeye.

### France
La société française SECAPEM DEFENCE TRAINING SOLUTIONS (SDTS) possède 11 MB-339 qu'elle utilise dans le cadre d'un contrat avec la Marine Nationale pour l’entraiment des pilotes. 3 d'entre eux sont basés à l'aéroport de Nîmes-Garons.

## Accidents
Le mardi 10 octobre 2023, un avion de la société SDTS s'est écrasé peu après son décollage de l’aéroport de Nîmes à la suite d'un « bird Strike ». Le pilote et le passager ont réussi à s'éjecter et sont sains et saufs.

### Développement lié
- Aermacchi MB-326

### Aéronefs comparables
- BAe Hawk
- Aero L-39 Albatros
- L-159 ALCA
- G-4 Super Galeb
- IAR 99